# Liên Đô
Liên Đô (chữ Hán phồn thể: 蓮都區, chữ Hán giản thể: 莲都区, âm Hán Việt: Liên Đô khu) là một quận thuộc địa cấp thị Lệ Thủy, tỉnh Chiết Giang, Cộng hòa Nhân dân Trung Hoa. Quận Liên Đô có diện tích 1502 ki-lô-mét vuông, dân số 360.000 người. Mã số bưu chính của Liên Đô là 323000. Chính quyền quận đóng ở số 51, phố Giải Phóng.
Về mặt hành chính, quận này được chia thành 5 nhai đạo, 5 trấn và 12 hương, 1 hương dân tộc. Tổng cộng có 22 xã khu, 4 khu cư dân, 369 ủy ban thôn (năm 2002):
- Nhai đạo biện sự xứ: Tử Kim, Nham Tuyền, Vạn Tượng, Bạch Vân, Thủy Các.
- Trấn: Bích Hồ, Thái Cảng, Song Khê, trấn dân tộc Dư Lão Trúc, Liên Thành.
- Hương: Tây Khê, Tiên Độ, Thái Bình, Hoàng Thôn, Nghiêm Ô, Song Hoàng, Phú Lĩnh, Cao Khê, Tiết Xuyên, Cự Khê, Phong Nguyên, Trịnh Địa.
- Hương dân tộc Dư Lệ Tân.